# Golden 1 Center
Golden 1 Center – wielofunkcyjna hala widowiskowo-sportowa położona w centrum Sacramento w stanie Kalifornia w Stanach Zjednoczonych. Hala ta została częściowo zbudowana na terenie dawnej galerii handlowej Downtown Plaza. Jest publiczną areną, która stanowi część biznesowej i rozrywkowej dzielnicy o nazwie Downtown Commons (DoCo). W skład DoCo wchodzi również 16-piętrowa wieża, która kosztowała 250 milionów dolarów.
Arena, która zastąpiła ARCO Arena jako dom dla Sacramento Kings z National Basketball Association, gości koncerty, konwencje oraz inne wydarzenia sportowe i rozrywkowe. Pojemność areny można zwiększyć do około 19 000 miejsc, aby pomieścić publiczność koncertową. 34 luksusowe apartamenty zostały sprzedane w celu zapewnienia dostępu do wszystkich wydarzeń przez cały rok. Partnerzy apartamentów mają dostęp do trzech ekskluzywnych klubów na poziomie premium, w tym dwóch loż, które mają widok na korytarz i bezpośredni widok na zewnątrz. Oprócz apartamentów luksusowych, dostępnych jest również 48 loftowych apartamentów.

## Historia
W ramach udanej próby zatrzymania Kings w Sacramento, grupa inwestorów pod przewodnictwem Viveka Ranadivé zakupiła większościowy udział w drużynie od rodziny Maloof, a miasto zgodziło się współpracować z Kings w budowie nowej areny do 2016 roku. Budowa rozpoczęła się 29 października 2014 roku. Turner Construction, znana w rejonie Sacramento z budowy Terminalu B na międzynarodowym lotnisku w Sacramento i innych projektów, była kierownikiem budowy nowej areny.
Poprzedni właściciele Kings, na czele z rodziną Maloof, po raz pierwszy zaproponowali budowę areny w centrum miasta w 2012 roku. Szacowany koszt areny wynosił 391 milionów dolarów. Miasto Sacramento miało zapłacić 255,5 miliona dolarów, Kings miało przekazać 73,25 miliona dolarów, a AEG miało wnosić wkład w wysokości 58,75 miliona dolarów.
Kings postanowili nazwać ulicę prowadzącą do głównego wejścia do areny na cześć byłego komisarza NBA, Davida Sterna, którego długotrwałe i wytrwałe wysiłki pomogły utrzymać drużynę w Sacramento. Oficjalnie, adres Golden 1 Center to 500 David J. Stern Walk. Pierwszy koncert w arenie odbył się 4 października 2016 roku, a wystąpił w nim dwukrotnie Paul McCartney w ramach swojej trasy One on One.

## Finansowanie
Rada Miasta Sacramento podjęła decyzję o zatwierdzeniu finansowania publicznego oraz innych warunków 20 maja 2014 roku. Początkowo szacowany koszt Golden 1 Center wynosił 507 milionów dolarów. Sacramento Kings wniosło około 284 milionów dolarów, a Miasto Sacramento około 223 milionów dolarów. Miasto Sacramento sfinansowało swój wkład poprzez sprzedaż obligacji (212 milionów dolarów) oraz fundusze parkingowe i rozwoju gospodarczego (11 milionów dolarów).
Koszty budowy nowego Golden 1 Center wzrosły do 534,6 miliona dolarów z powodu zmiany konfiguracji miejsc, która przeniosła setki miejsc na niższą arenę, bliżej boiska koszykarskiego, oraz dodatkowych funkcji.

## Projekt
Golden 1 Center odzwierciedla charakter Północnej Kalifornii, wykorzystując materiały pochodzące z regionu, w tym szkło, odzyskany aluminium i potencjalnie prefabrykowany beton, składający się z piasku z San Benito i skał wapienia Sierra, które odzwierciedlają kolory regionu. Dodatkowo, Golden 1 Center wykorzystuje tylko drewno certyfikowane przez FSC, międzynarodowy standard jakości i odpowiedzialnego zarządzania lasami.
Na dachu Golden 1 Center zainstalowano panele słoneczne o wartości 2,5 miliona dolarów, który generuje do 1,2 megawata energii, wspomagany przez 11-megawatowe pole słoneczne w pobliskim Rancho Seco, które jest zarządzane przez Sacramento Municipal Utility District (SMUD). Instalacja systemu solarnego jest częścią celu właścicieli Sacramento Kings, aby ich nowe centrum sportowe i rozrywkowe było najbardziej zaawansowaną technologicznie areną w kraju, co obejmuje efektywność i wykorzystanie energii odnawialnej. Arena uzyskała certyfikat LEED Platinum pod koniec września 2016 roku.
Wraz z projektem architektonicznym, na stałe zainstalowano szereg dzieł sztuki, w tym prace lokalnych artystów, takich jak Phil America i Gale Hart, oraz artysty o międzynarodowej renomie, Jeffa Koonsa.
W 2022 roku na arenie powstała unikalna tradycja fanów. WNa sezon zainstalowano 4 ogromne, fioletowo oświetlone wiązki laserowe w głównym wejściu do areny, które miały być zapalane za każdym razem, gdy Kings odniosą zwycięstwo, zarówno u siebie, jak i na wyjeździe. Intensywne promienie są widoczne z wielu kilometrów i cieszą się znacznym wsparciem fanów. Okrzyki „Light the Beam!” stały się powszechne przed zwycięstwami Kings, a hashtag #LightTheBeam stał się popularny w mediach społecznościowych Kings po każdym zwycięstwie.

### Technologia
Główna tablica wideo, zawieszona nad środkiem boiska, ma długość 84 stóp (26 m), czyli jest krótsza o 10 stóp (3,0 m) od boiska koszykarskiego poniżej. Została opracowana we współpracy z firmą Panasonic Corp. of North America i zajmuje ponad 6 100 stóp kwadratowych (570 m²), co czyni ją obecnie drugim największym ekranem w NBA. Główne ekrany mają szerokość 44 stóp (13 m) i wysokość 24 stóp (7,3 m), a nad nimi znajdują się tablice z wiadomościami o wysokości 6 stóp (1,8 m). Ekrany transmitują obraz w standardzie „4K Ultra HD”. Oprócz głównej tablicy wyników, na powitanie kibiców w głównym wejściu areny znajdują się dwa ekrany wideo o wysokości 25 stóp (7,6 m), skierowane w stronę placu publicznego, oraz kolejne 600 wyświetlaczy HD, które transmitują grę dla zgromadzonych na korytarzach, klubach i lożach. Ponad  W całej arenie zainstalowano ponad 1 500 stóp (460 m) taśm LED.
Według informacji zamieszczonej w komunikacie prasowym Kings, arena jest „najbardziej skomunikowanym obiektem sportowym i rozrywkowym na świecie” dzięki wieloletniej umowie z Comcast, zapewniającej „w pełni redundantne zaplecze transportowe i dwa osobne łącza internetowe Ethernet o przepustowości 100 gigabitów” w obiekcie. Bezpłatne połączenia Wi-Fi w arenie, dostarczane przez Ruckus Networks, będą 17 000 razy szybsze niż średnia sieć domowa.  Połączenie będzie się rozciągać na plac wokół areny. Jako przykład swojej przepustowości, zespół powiedział, że sieć będzie w stanie obsłużyć ponad 225 000 postów na Instagramie na sekundę.
Na dachu areny znajduje się platforma z rurami świetlnymi, która może być programowana przez lokalnych artystów i wykorzystywana do przekazywania wydarzeń wewnątrz areny publiczności za pomocą atrakcyjnych wizualnie pokazów świetlnych.

## Prawa do nazwy
Dnia 16 czerwca 2015 roku Sacramento-based Golden 1 Credit Union nabył prawa do nazwy areny za kwotę 120 milionów dolarów na okres 20 lat, z roczną wartością średnią wynoszącą 6 milionów dolarów, co czyni to jedną z największych umów o prawa do nazwy dla pojedynczego najemcy areny NBA.